# Norman Loftus Bor
Norman Loftus Bor, född den 2 maj 1893 i Trá Mhór, död den 22 december 1972 i London, var en irländsk botaniker.
Efter examinationen vid Edinburghs universitet 1921 och fram till 1946 arbetade han för Indian Forest Service. 1946 återvände han till Storbritannien och arbetade vid Royal Botanic Gardens, Kew från 1948 fram till pensioneringen 1959.
Auktorsnamnet Bor kan användas för Norman Loftus Bor i samband med ett vetenskapligt namn inom botaniken; se Wikipediaartiklar som länkar till auktorsnamnet.